# Cyanea aculeatiflora
Cyanea aculeatiflora är en klockväxtart som beskrevs av Joseph Rock. Cyanea aculeatiflora ingår i släktet Cyanea, och familjen klockväxter. Inga underarter finns listade i Catalogue of Life.